# Antoine Armand
Antoine Armand (París, 10 de septiembre de 1991) es un funcionario y político francés que se ha desempeñado como Ministro de Economía, Finanzas y Soberanía Industrial y Digital desde el 21 de septiembre hasta el 23 de diciembre de 2024. Anteriormente representó a la 2ª circunscripción del departamento de Alta Saboya en la Asamblea Nacional de 2022 a 2024. Miembro de Renacimiento (RE, antes La République En Marche!), se desempeñó como presidente de la Comisión de Asuntos Económicos de la Asamblea Nacional de 2022 a 2024.

## Biografía
Es bisnieto del ingeniero, alto funcionario y combatiente de la Resistencia francesa Louis Armand, antiguo presidente de la SNCF, la compañía ferroviaria estatal nacional de Francia. Se convertiría en presidente de la Comunidad Europea de la Energía Atómica (Euratom) de 1958 a 1959. Fue elegido miembro de la Academia Francesa en 1963.
Tras finalizar sus estudios secundarios en el Lycée Camille Sée, estudió economía y literatura en Classes préparatoires aux grandes écoles ('Clases preparatorias para la escuela superior' en el prestigioso Lycée Henri-IV de París (2009-2011).
Tras un nuevo examen, ingresó en la Escuela Nacional de Administración (promoción de Georges Clemenceau, 2017-2018), escuela que forma a futuros altos funcionarios civiles (muchos de ellos también se convierten en ministros, banqueros y presidentes).
Antes de su carrera política, trabajó como funcionario en la Inspección General de Finanzas .
Fue elegido miembro de la Asamblea Nacional en el segundo distrito electoral de Alta Saboya en 2022, después de que el titular Jacques Rey decidiera no postularse para un mandato completo. Fue reelegido en las elecciones anticipadas de 2024.  En el parlamento, ha formado parte del Comité de Asuntos Económicos. En 2024 fue elegido presidente de la recién inaugurada 17ª legislatura de la Quinta República Francesa.